# 榛葉良之助
榛葉 良之助（しんば りょうのすけ、1922年〈大正11年〉9月22日 - 2023年〈令和5年〉8月7日）は、日本の教育者、農学者、家政学者（農芸化学）。勲等は勲三等。静岡女子大学名誉教授。
住友化学工業株式会社、海軍での勤務を経て、初倉村農業協同組合常務、静岡県立榛原高等学校教諭、静岡女子短期大学助教授、静岡女子大学家政学部教授、静岡女子大学学生部部長、静岡女子大学家政学部学部長、一般社団法人谷田川報徳社理事長などを歴任した。

## 概要
静岡県出身の農芸化学を専攻する農学者である。住友化学工業に入社し、海軍に入営する。農業協同組合の役員や高等学校の教員などを経て、静岡女子短期大学や静岡女子大学で教鞭を執り、後進の育成に努めた。晩年は地域の報徳社の役員を務めていた。

## 来歴

### 生い立ち
1922年（大正11年）9月22日に生まれ、静岡県にて育った。東京帝国大学に進学し、農学部の農芸化学科にて学んだ。1944年（昭和19年）9月に東京帝国大学を卒業し、農学士の称号を取得した。同年、住友化学工業に入社した。しかし、時あたかも太平洋戦争のさなかであり、すぐに住友化学工業を休職して海軍に入営することになる。同年に海軍技術見習尉官に任官される。海軍では浜名海兵団に配された。しかし、太平洋戦争は1945年（昭和20年）に終結したことから、同年に住友化学工業に復職した。

### 地域社会にて
太平洋戦争直後の日本では学士号を持つ者は大変貴重な存在であり、ことに東京帝国大学のような帝国大学を卒業した人材は稀少であった。そのため、地域の指導的立場に就く者も多かった。榛葉も若くして初倉村農業協同組合の理事の一人として名を連ね、1948年（昭和23年）には常務に就任した。また、1950年（昭和25年）には静岡県立榛原高等学校にて教諭となり、若い人材の育成に力を注いだ。

### 農芸化学者として

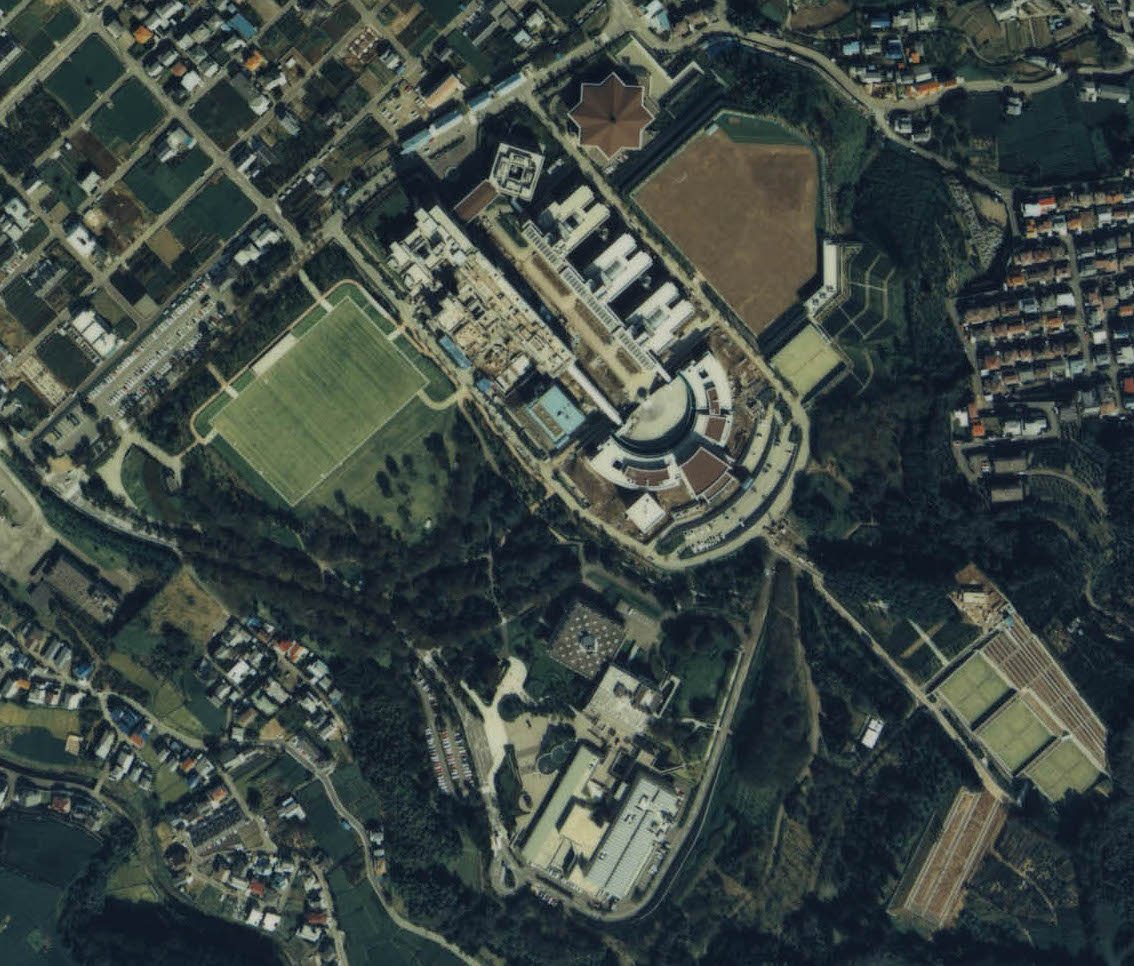
静岡女子大学と静岡県立大学が並存する谷田キャンパスの航空写真（1988年撮影）

のちに静岡女子短期大学に採用されることになり、1953年（昭和28年）に講師として着任した。1960年（昭和35年）には助教授に昇任した。
その後、新設される静岡女子大学で教鞭を執ることになった。1967年（昭和42年）に静岡女子大学が発足すると、同年に家政学部の教授として着任した。同時に、古巣である静岡女子短期大学においても教授を兼任することになった。静岡女子大学においては要職を歴任しており、1972年（昭和47年）には学生部の部長を兼務することになった。1976年（昭和51年）には評議員を兼務することになった。1978年（昭和53年）には家政学部の学部長を兼務した。また、在職中の1968年（昭和41年）には紺綬褒章を授与されている。1988年（昭和63年）に静岡女子大学を退職した。これまでの大学に対する貢献などを鑑みて、同年に静岡女子大学より名誉教授の称号が授与されている。
なお、静岡女子大学は他の公立大学と統合されることになり、1987年（昭和62年）に静岡県立大学が設置されている。在学生がいる間は静岡女子大学も並行して存続していたものの、在籍する者がいなくなった1990年（平成2年）に廃止されている。そのため、榛葉が名誉教授の称号を受けたのは静岡女子大学の最終期にあたる。廃止に伴い、静岡女子大学の名誉教授は後継の静岡県立大学の名誉教授として遇されている。
静岡女子大学退職後も1988年（昭和63年）より講師を非常勤で務めており、引き続き後進の指導にあたっていた。これまでの功績により、1998年（平成10年）には勲三等旭日中綬章が授与されている。晩年になっても、谷田川報徳社の理事長に就任するなど精力的に活動した。2023年（令和5年）8月7日に死去した。

## 略歴
- 1922年 - 誕生[1]。
- 1944年 - 東京帝国大学農学部卒業[1][3]。
- 1944年 - 住友化学工業入社[1]。
- 1944年 - 住友化学工業休職[1]。
- 1944年 - 海軍技術見習尉官[1]。
- 1945年 - 住友化学工業復職[1]。
- 1948年 - 初倉村農業協同組合常務[1]。
- 1950年 - 静岡県立榛原高等学校教諭[1]。
- 1953年 - 静岡女子短期大学講師[1]。
- 1960年 - 静岡女子短期大学助教授[1]。
- 1967年 - 静岡女子大学家政学部教授[1]。
- 1967年 - 静岡女子短期大学教授[1]。
- 1972年 - 静岡女子大学学生部部長[1]。
- 1976年 - 静岡女子大学評議員[1]。
- 1978年 - 静岡女子大学家政学部学部長[1]。
- 1988年 - 静岡女子大学退職[1]。
- 1988年 - 静岡女子大学講師[1]。
- 1988年 - 静岡女子大学名誉教授[1]。
- 2023年 - 死去[1][2]。

## 栄典
- 1968年 - 紺綬褒章[1]。
- 1998年 - 勲三等旭日中綬章[1]。

## 著作

### 共著
- 静岡女子大学20周年記念論文集編集委員会編『静岡女子大学創立二十周年記念論文集』静岡女子大学、1988年。全国書誌番号:89015067